# The Princes of Florence
The Princes of Florence — настільна гра для трьох-п'яти гравців, розроблена Вольфґангом Крамером та Ріхардом Ульріхом. Вперше випущена у 2000 році видавництвом alea (Ravensburger) та англійською мовою видавництвом Rio Grande Games.
The Princes of Florence здобула 3-тє місце у 2000 році на Deutscher Spiele Preis та 1-ше місце у 2001 році на International Gamers Award (США).
У 2006 році вийшло змінене перевидання для двох-п'яти гравців від Quined Games. Це видання розповсюджувалося в Нідерландах, Бельгії та Люксембурзі компанією QWG, у Німеччині, Австрії та Швейцарії — Pro Ludo, у Франції — Ystari, в Іспанії — Excalibur, в Італії — Nexus Editrice, а в Польщі — Lacerta. Ця версія отримала Nederlandse Spellenprijs у 2007 році, була визнана «Гра для експертів» в Австрії у 2007 році, а також отримала нагороду As d’Or – Jeu de l’Année у категорії «Спеціальна премія журі» в 2008 році.

## Комплектація гри
- 1 ігрове поле (з треком успіху та таблицею раундів/мінімальної вартості)
- 5 ігрових планшетів (з князівством і місцями для розміщення різних плиток, а також короткими правилами гри)
- 30 будівель (по 3× університет, лабораторія, майстерня, бібліотека, опера, ательє, шпиталь, театр, вежа, каплиця)
- 18 ландшафтів (по 6× ліс, озеро, парк)
- 12 свобод (прямокутні картки, по 4× подорожі, релігія, думка)
- 6 будівничих (квадратні плитки)
- 7 блазнів (круглі плитки)
- 60 карток (21 карта персонажів, 14 карт престижу, 20 бонусних карт, 5 карт переманювання)
- Гроші (32× 100, 14× 500 і 12× 1 000 флоринів)
- 6 фігурок (чорна фігурка позначає гравця, який ходить першим)
- 6 ігрових каменів (чорний камінь позначає раунд)

## Ігровий процес
The Princes of Florence — це складна стратегічна гра, у якій для перемоги можна використовувати різні стратегії.
Гравці стають володарями Флоренції в Італії початку XVI століття і грають за голів відомих аристократичних родин, таких як Медічі або Борджіа. Як меценати мистецтв і наук, гравці будують будівлі, облаштовують ландшафти та запрошують митців і вчених у свої князівства, щоб створювати умови для великих творів. Ці твори та інші дії приносять переможні очки, які фіксуються на треку успіху. Чим більш вражаючим є твір, тим більше грошей або престижу він приносить гравцю, у чиєму князівстві його створено.
Протягом гри гравці повинні поєднувати дві суперечливі дії: заробіток грошей для придбання будівель і ландшафтів та оплату будівничих, блазнів, карт престижу й бонусів, які також є важливими для досягнення найбільшого визнання. Перемагає гравець, який після семи раундів набрав найбільшу кількість переможних очок.

## Нагороди
- Переможець, Meeples' Choice Award 2000
- Переможець, International Gamers Award 2001
- Переможець, Nederlandse Spellenprijs 2007
- Переможець, Lucca Game — Найкраща ігрова механіка 2007
- Переможець, Tric Trac d'Or 2007
- Переможець, Ludoteca Ideale Official Selection 2008
- Переможець, As d'Or — Jeu de l'Année Prix Spécial du Jury 2008
- 4 місце, Deutscher Spiele Preis 2000
- 8 місце у рейтингу BoardGameGeek (станом на березень 2008)
- Номінант, MinD-Spielepreis 2010